# Cumella dentata
Cumella dentata är en kräftdjursart som beskrevs av Lomakina 1952. Cumella dentata ingår i släktet Cumella och familjen Nannastacidae.
Artens utbredningsområde är Norra Ishavet. Inga underarter finns listade i Catalogue of Life.